# Джеймс Бредфорд (важкоатлет)
Джеймс Бредфорд (англ. James Bradford, 1 листопада 1928 — 13 вересня 2013) — американський важкоатлет.
Срібний призер Олімпійських Ігор 1952 (важка вага), 1960 (важка вага) років.
Срібний призер Чемпіонату світу з важкої атлетики 1951 (понад 90 кг), 1954 (понад 90 кг), 1955 (понад 90 кг), 1959 (понад 90 кг) років.